# أفرا براندريث
أفرا كيندال أليس براندريث (من مواليد 18 يوليو 1978) هي سياسية في حزب المحافظين البريطاني تشغل منصب عضو البرلمان عن منطقة تشيستر ساوث وإيديسبري منذ عام 2024.

## نشأتها
ولدت براندريث في مستشفى ميدلسكس في لندن في 18 يوليو 1978. والدها هو المذيع جيلز براندريث، الذي عمل نائبًا محافظًا عن مدينة تشيستر من عام 1992 إلى عام 1997. التحقت بمدرسة جودولفين ولاتيمر في لندن ودرست الاقتصاد في جامعة كوليدج لندن. عملت من عام 2003 إلى عام 2013 كمستشارة اقتصادية لوزارة البيئة والغذاء والشؤون الريفية.